# Запис орах код нове цркве (Бусиловац)
Запис орах код нове цркве (Бусиловац) се налази на парцели чији је власник Црквена општина крежбинско-бусиловачка.

## Локација
| Општина             | Параћин                                                                     |
| Катастарска општина | Бусиловац                                                                   |
| Потес               | Коса                                                                        |
| Координате          | 43° 48′ 04″ С; 21° 28′ 40″ И / 43.801000000000002° С; 21.477799999999998° И |
| Надморска висина    | 190m                                                                        |

## Карактеристике
Дендрометријске вредности утврђене на терену и сателитским снимцима:
| Стабло                     | Липа |
| Висина стабла              | m    |
| Обим дебла                 | m    |
| Пречник крошње             | 4m   |
| Пречник дебла              | m    |
| Висина дебла до прве гране | m    |

## База записа
Запис је у оквиру Викимедија пројекта "Запис - Свето дрво" заведен под редним бројем 0324.